# محمود حسن (کشتی‌گیر)
محمود حسن (انگلیسی: Mahmoud Hassan; ۱۵ دسامبر ۱۹۱۹ – ۱۰ سپتامبر ۱۹۹۸) کشتی‌گیر اهل مصر بود.